# Гранівська волость
Гранівська волость — історична адміністративно-територіальна одиниця Гайсинського повіту Подільської губернії з центром у містечку Гранів.
Станом на 1885 рік складалася з 12 поселень, 11 сільських громад. Населення — 16012 осіб (7970 чоловічої статі та 8042 — жіночої), 2758 дворових господарства.
|                     | Площа, десятин | У тому числі орної, дес. |
| ------------------- | -------------- | ------------------------ |
| Сільських громад    | 23149          | 17294                    |
| Приватної власності | 6163           | 3046                     |
| Казенної власності  | 3526           | 559                      |
| Іншої власності     | 634            | 423                      |
| Загалом             | 33472          | 21322                    |

Основні поселення волості:
- Гранів — колишнє військове містечко при річці Вербич за 15 верст від повітового міста, 3964 особи, 799 дворових господарств, православна церква, православна каплиця, костел, єврейський молитовний будинок, школа, аптека, 3 постоялих двори, 11 постоялих будинків, 6 лавок, паровий і водяний млини, шкіряний і пивоварний заводи, базари.
- Городок — колишнє власницьке село при річці Сорока, 1517 осіб, 240 дворових господарств, православна церква, школа, постоялий будинок, кузня, водяний млин, винокурний завод.
- Гунча — колишнє власницьке село при річці Соб, 766 осіб, 117 дворових господарств, православна церква, школа, постоялий будинок, 2 водяних млини.
- Коритня — колишнє державне село, 1477 осіб, 254 дворових господарства, православна церква, школа, постоялий будинок, водяний млин.
- Леухи — колишнє військове поселення при річці Сорока, 1250 осіб, 96 дворових господарств, православна церква, школа, 2 постоялих будинки, водяний млин.
- Михайлівка — колишнє військове поселення, 1232 особи, 226 дворових господарств, православна церква, школа, 3 постоялих будинки.
- Росоховата — колишнє власницьке село, 657 осіб, 107 дворових господарств, православна церква, 2 постоялих будинки, кузня, паровий і водяний млини, маслобійний завод.
- Семирічка — колишнє власницьке село, 702 особи, 88 дворових господарств, православна церква, постоялий будинок, водяний млин, винокурний завод.
- Слободище — колишнє власницьке село при річці Сорока, 2421 особа, 466 дворових господарств, православна церква, школа, 2 постоялих будинки, водяний млин.
- Собові Рахни — колишнє власницьке село при річці Соб, 618 осіб, 106 дворових господарств, православна церква, школа, постоялий будинок, водяний млин, пивоварний і винокурний заводи.